# Bastrop (Texas)
Bastrop is een plaats (city) in de Amerikaanse staat Texas, en valt bestuurlijk gezien onder Bastrop County. Bastrop is vernoemd naar de Nederlander Felipe Enrique Neri, Baron van Bastrop.

## Demografie
Bij de volkstelling in 2000 werd het aantal inwoners vastgesteld op 5340.
In 2006 is het aantal inwoners door het United States Census Bureau geschat op 7591, een stijging van 2251 (42,2%).

## Geografie
Volgens het United States Census Bureau beslaat de plaats een oppervlakte van
18,9 km², waarvan 18,8 km² land en 0,1 km² water. Bastrop ligt op ongeveer 112 m boven zeeniveau.

## Plaatsen in de nabije omgeving
De onderstaande figuur toont nabijgelegen plaatsen in een straal van 28 km rond Bastrop.